# 白十字绿树林
白十字绿树林（英語：Whitecross Green and Oriel Woods）是英國一個具特殊科學價值地點，位于牛津郡牛津比斯特，面積63-公頃（160-英畝）。它由伯克郡、白金汉郡和牛津郡野生动物基金会管理。  白十字绿树林是曾經的皇家森林沙特歐瓦森林和伯恩伍德森林的一部分。已知曾有二十四种蝴蝶在此處被發現，其中還包括英國罕见的黑纹。